# Simon Strand
Simon Strand, född 25 maj 1993 i Huddinge, är en svensk fotbollsspelare som spelar för Hammarby IF i Allsvenskan.

## Karriär

### Klubblag
Simon Strand började sin seniorkarriär 2012 i Väsby United och spelade under sina första sex år som senior för IK Frej, Huddinge IF, Assyriska IF och Östers IF.
Den 4 januari 2018 värvades Strand av danska Lyngby BK, där han skrev på ett treårskontrakt. En månad senare bröt han sitt kontrakt med klubben.
Den 8 februari 2018 värvades Strand istället av Dalkurd FF, där han skrev på ett treårskontrakt. Strand gjorde allsvensk debut den 2 april 2018 i en 2–0-förlust mot AIK. Den 25 februari 2019 värvades han av IF Elfsborg. Strand spelade i klubben under fyra säsonger (2019-2022). Säsongen 2020 slog han rekord i antal utvisningar för en spelare under en säsong då han fick rött kort i tre matcher (Häcken den 16 juli, Östersund den 9 augusti och mot Hammarby den 17 augusti).
Inför säsongen 2023 bytte Strand klubb igen och blev några veckor före den allsvenska premiären klar för Hammarby IF. Strand gjorde sin debut för Hammarby i 2-1 segern mot AIK i kvartsfinalen av svenska cupen. 

### Landslaget
Simon Strand spelade två P17-landskamper under 2008 och gjorde sedan debut i herrlandslaget under januariturnén 2022.